# 美人洞
美人洞，是一座位於臺灣屏東縣琉球嶼杉福村東北側的珊瑚礁溶洞，該景觀現由大鵬灣國家風景區管理處維護。

## 沿革
美人洞是琉球嶼逐漸侵蝕的石灰岩所形成的天然景觀。其地質包括貝殼化石和珊瑚等成分。其中「美人洞」這個名稱有著多種傳說，其中最主要的故事發生在明萬曆年間。一名來自蘇州的蘇州，在隨父親北上途中在台灣海峽遭遇風暴導致船隻翻覆。女子漂浮在船板上，最終漂至琉球嶼，並在飢餓中以野果為食。他的下落最終成謎。人們因此將他曾經居住的地方命名為美人洞。另一個傳說則提及為了躲避滿清軍隊而逃離中國的南明忠臣的父女。這兩人躲藏在珊瑚礁岩洞中，依賴野生植物和魚類為生。當地居民後來發現女孩在她父親的屍體旁哭泣。然而，根據傳說，她沒有離開他的身邊，而是選擇咬斷自己的舌頭，結束了自己的生命
溶洞西南方500公尺的斷崖上具有另一岩洞，則為琉球嶼居民以捕魚為主，由於謀生困難，男性成為主要的出海捕魚人口，女性成為家計的負擔。若是生出兩個女兒的家庭，往往會在次女、或是夭折的嬰兒誕生時將其遺棄於美人洞。故有「棄嬰洞」、「死囝仔坑」之稱。
1975年2月21日，琉球鄉公所以公共造產方式闢建美人洞風景區。並在內部設有「美人洞十三景」提供遊客參觀，成為該島嶼最為主要的觀光景點之一。遊覽區入口處上方設有中華民國第六任副總統謝東閔題字之「海上樂園」。

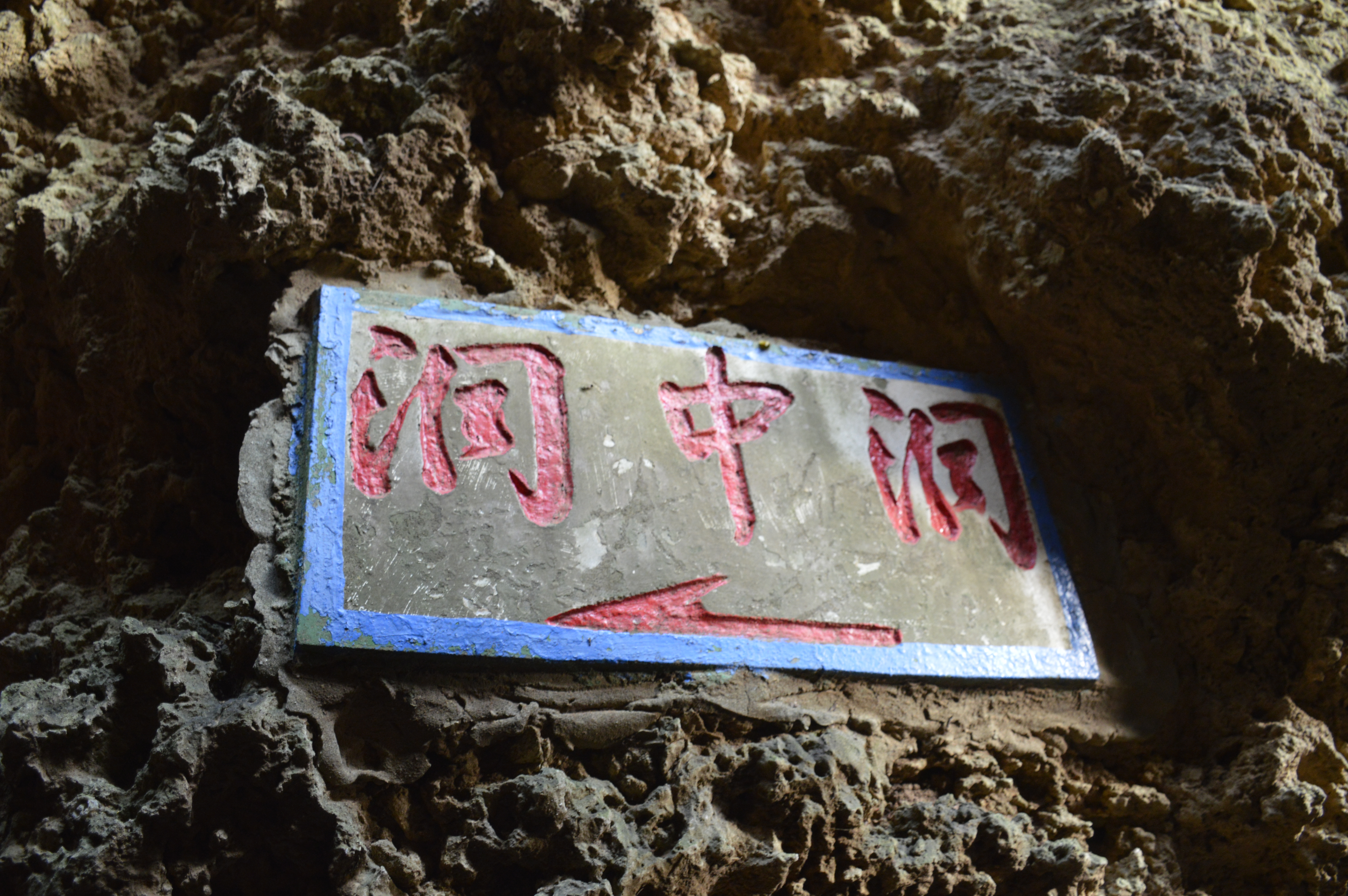
洞中洞
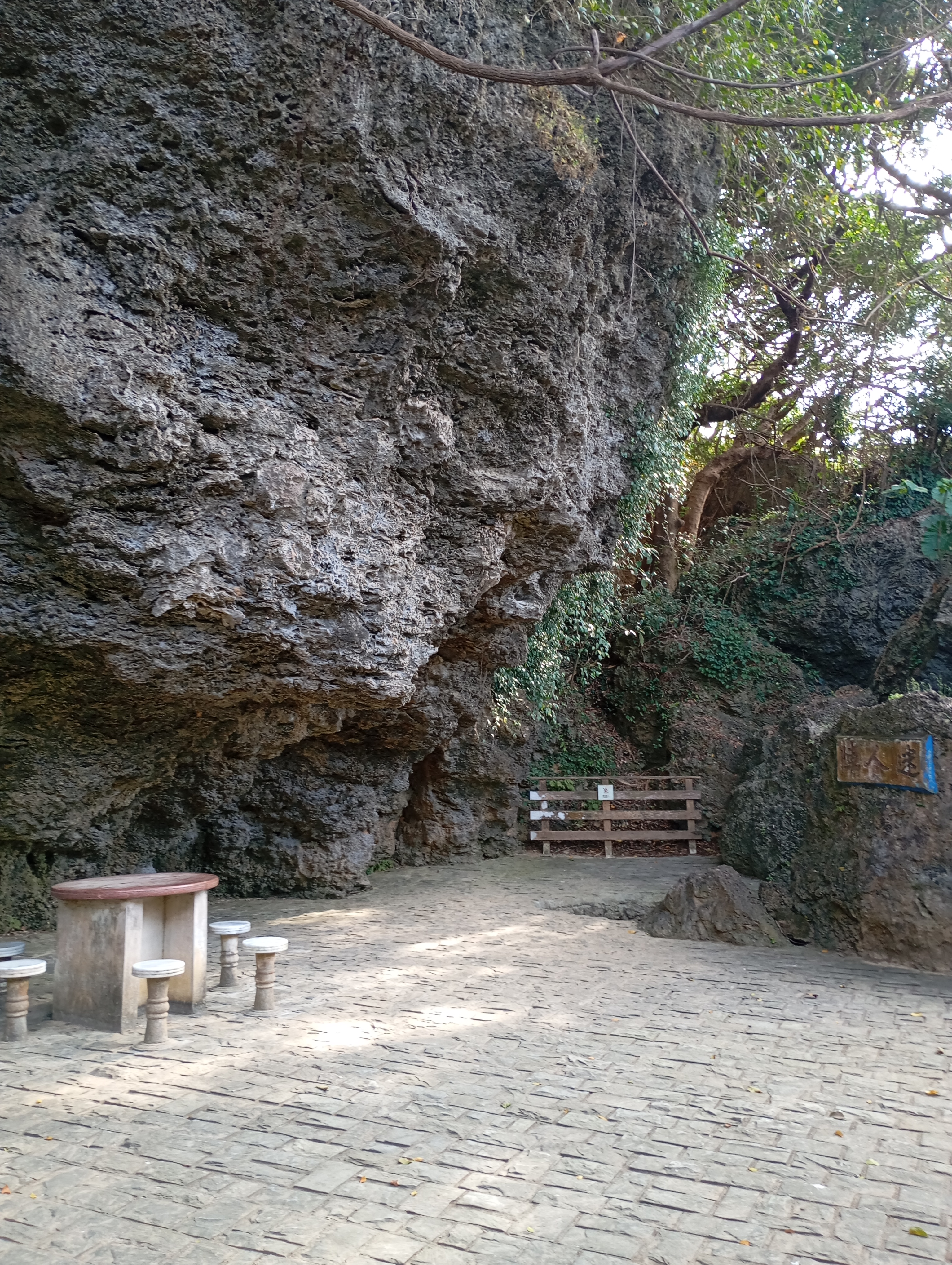
迷人陣
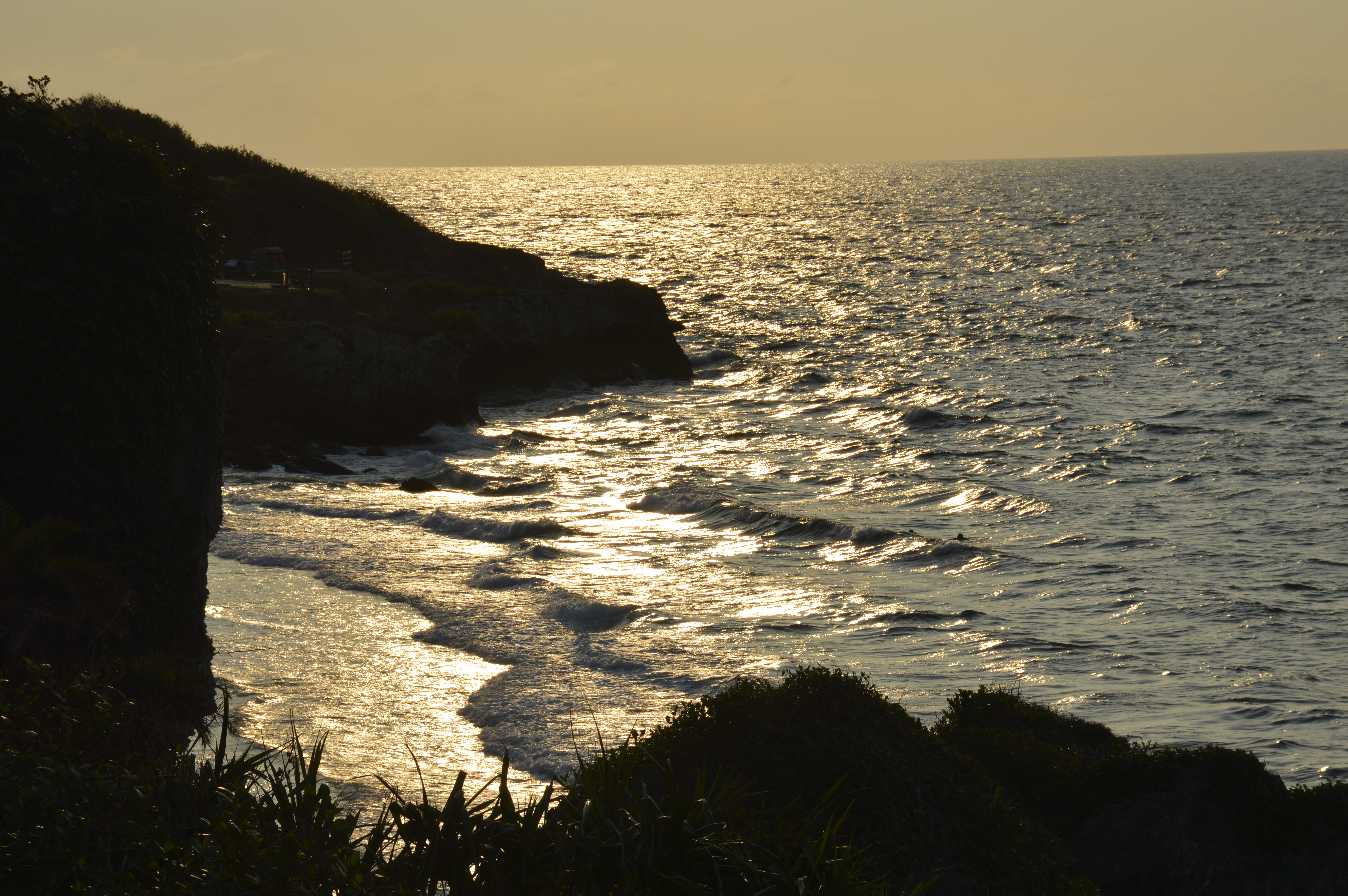
美人洞旁風景
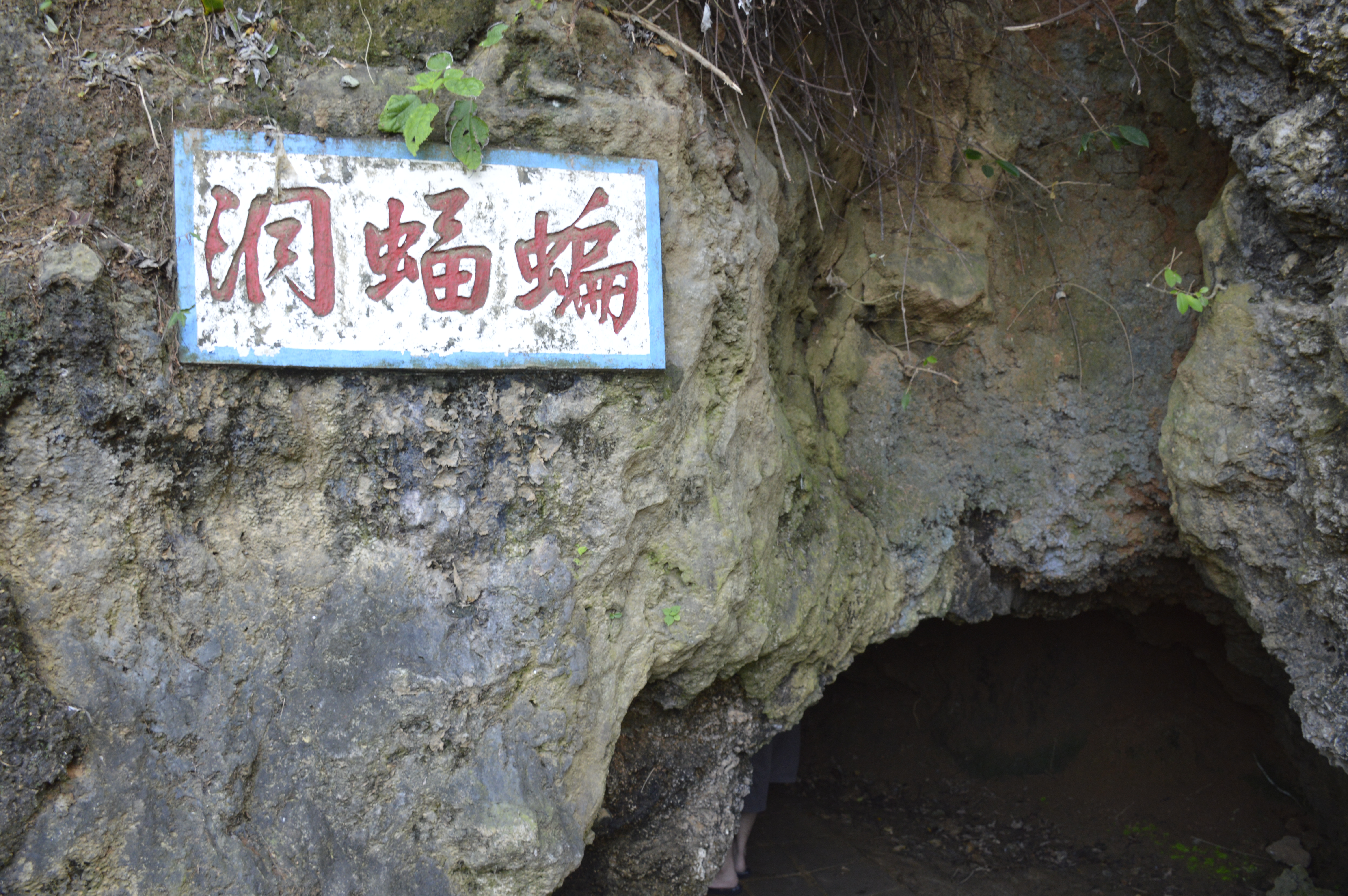
蝙蝠洞
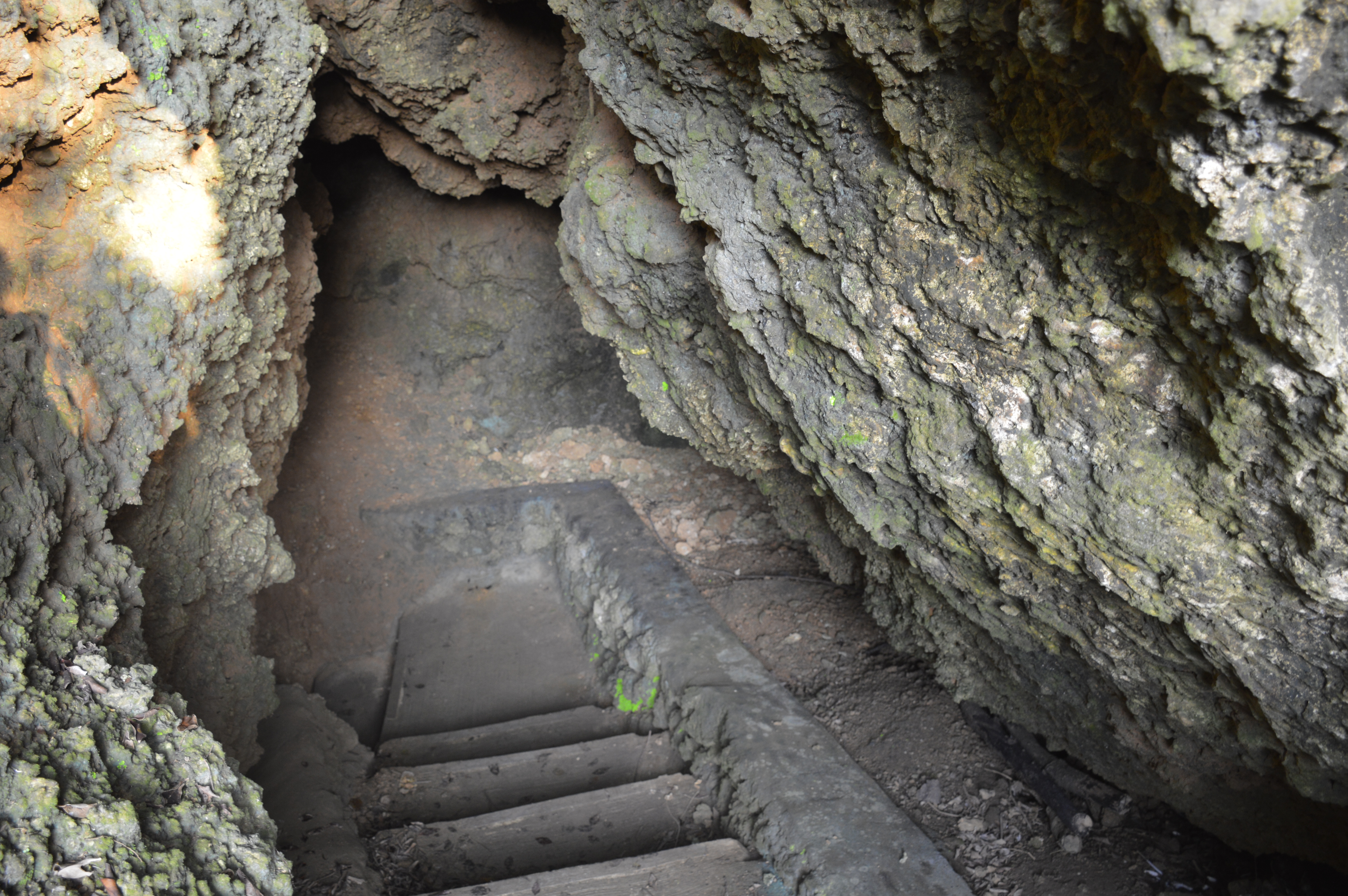
蝙蝠洞內部

## 另見
- 烏鬼洞
- 花瓶岩

## 外部連結
- 美人洞 - 大鵬灣國家風景區 （页面存档备份，存于）